# Marian Gołdyn
Marian Gołdyn (ur. 2 sierpnia 1964, zm. 15 września 2005) – polski kolarz szosowy, medalista mistrzostw Polski.
Był zawodnikiem klubu Dolmel Wrocław. Jego największym sukcesem było górskie mistrzostwo Polski w wyścigu szosowym w 1989. Ponadto zdobył wicemistrzostwo Polski w wyścigu szosowym ze startu wspólnego (1987), w 1988 zajął piąte miejsce w Tour de Pologne, a w 1989 w tym samym wyścigu był drugi w klasyfikacji aktywnych. W latach 90 ścigał się we francuskiej drużynie C.S.Mandelieu, a następnie w CK Wrocław i KKS Sobótka. Zmarł przedwcześnie na zawał serca. Od 2006 w Olesznej odbywa się wyścig kolarski MTB poświęcony jego imieniu – Memoriał Mariana Gołdyna i Zbigniewa Nirzyńskiego.